# Shmidta (platå i Antarktis)
Shmidta är en platå i Antarktis. Den ligger i Östantarktis. Australien gör anspråk på området.